# Komet Neujmin 1
Komet Neujmin 1 (uradna oznaka je 28P/Neujmin) je periodični komet z obhodno dobo okoli 18,2 let. Pripada Jupitrovi družini kometov.

## Odkritje
Komet je odkril 3. septembra 1913 ruski astronom Grigorij Nikolajevič Neujmin  (1886 – 1946).